# Plaza de la Armería
La plaza de la Armería es una plaza de Madrid que se encuentra entre la Catedral de la Almudena y la fachada sur del Palacio Real. Fue diseñada por Narciso Pascual y Colomer con la colaboración de Enrique María Repullés y Vargas y las obras finalizaron en 1892.

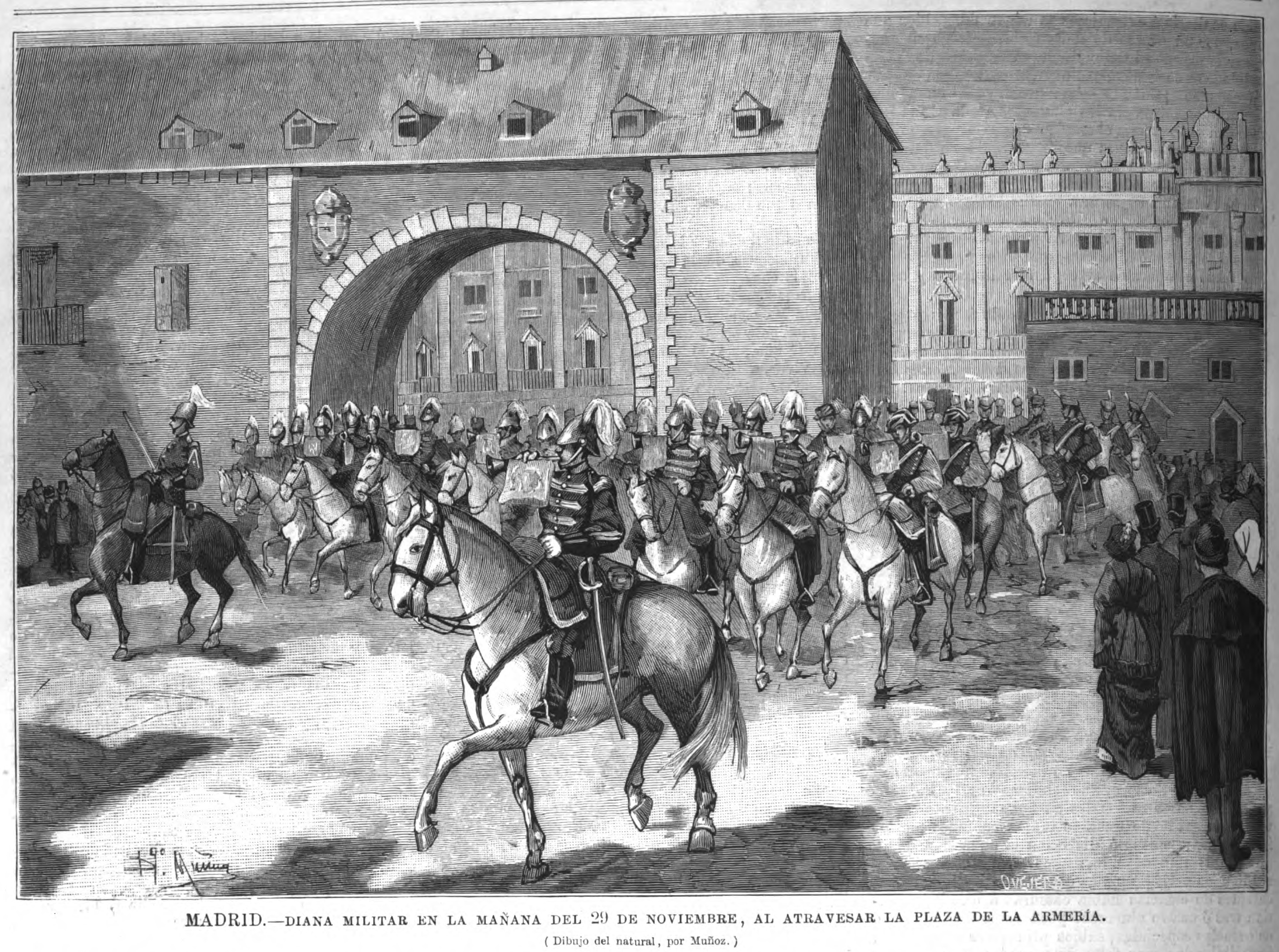
Arco de la plaza de la Armería (La Ilustración Española y Americana, 1879)

En la época del Real Alcázar en este lugar solamente existía una explanada conocida como plaza del Palacio hasta que en el siglo XVII se construye un arco conocido como Arco de Palacio y la plaza también pasa a llamarse plaza del Arco de Palacio. Este arco existió hasta el último tercio del siglo XIX. En el lugar que ocupa la plaza también estuvieron en el pasado las calles de Malpica, Santa Ana la Vieja, la de Pumar, la Plaza de Caballerizas y de Palacio las Plazuelas de los Pajes y del Postigo.
Tras el incendio de la arquería del ala sur de la plaza (en la que se encontraban las Caballerizas Reales y la Real Armería) y el posterior derribo de sus restos, se encargó el nuevo cerramiento de este recinto a Narciso Pascual y Colomer. La ejecución se produjo finalmente en 1892, según un nuevo proyecto del arquitecto Enrique María Repullés y Vargas.
Se muestra la fachada sur del Palacio Real con un gran reloj y dos mástiles, uno donde ondea la bandera de España y el otro para colocar el estandarte real cuando el monarca se encuentra en Palacio. Existe una reja que divide esta plaza para evitar el acceso del público a lo que viene a constituir un patio exterior del propio palacio. Ese patio creado da a una serie de aposentos y despachos y también se encuentra la Real Armería, que es uno de los museos de armas más grandes de Europa.
En la plaza tiene lugar la ceremonia del cambio de guardia de la Guardia Real el primer miércoles de cada mes a las doce en punto.